# El Vilar de Cabó
El Vilar de Cabó, també anomenat el Vilar, el Vilar d'Organyà o el Vilar de Segre, és un nucli de població del municipi de Cabó, a l'Alt Urgell. Actualment té 33 habitants i el 1991 en tenia 52. Es troba aigua avall del riu de Cabó, a la dreta, que es pot travessar per un pont de pedra d'un ull d'origen medieval. S'hi pot trobar l'església de Sant Miquel amb un edifici modern adossat, i s'hi conserven alguns vestigis romànics.